# Takumi Morikawa
Takumi Morikawa (森川 拓巳 Morikawa Takumi?, nacido el 11 de julio de 1977 en Shizuoka) es un exfutbolista japonés. Jugaba de defensa y su último club fue el Rosso Kumamoto de Japón.

## Trayectoria

### Clubes
| Club              | País   | Año         |
| ----------------- | ------ | ----------- |
| Kashiwa Reysol    | Japón  | 1996 - 2002 |
| Juventude         | Brasil | 1997        |
| Kawasaki Frontale | Japón  | 1999 - 2000 |
| Consadole Sapporo | Japón  | 2001        |
| Vegalta Sendai    | Japón  | 2003 - 2005 |
| Rosso Kumamoto    | Japón  | 2006 - 2007 |

## Palmarés

### Títulos nacionales
| Título    | Club              | País  | Año  |
| --------- | ----------------- | ----- | ---- |
| J2 League | Kawasaki Frontale | Japón | 1999 |